# Пенише, Ромуалдо Эвертон
Ромуалдо Эвертон Пенише (порт. Everton (Ewerton) Romualdo Peniche; род. 16 января 1979, Сантус), также известный как Пейшиньо (порт. Peixinho; обозначающий «нырок рыбки», совершаемый перед ударом головой в падении) — бразильский футболист, атакующий полузащитник.

## Карьера
Пенише — воспитанник клуба «Коринтианс». Он начал свою карьеру в команде «Жувентус» из Сан-Паулу в 1997 году. После этого Пенише ездил на стажировку в испанские клубы «Барселона» и «Депортиво», но эти клубы не захотели заключать с ним контракт.
Через год Пенише уехал в Россию, где выступал за тульский «Арсенал», проведя 14 матчей в первом дивизионе и 2 в кубке России, забив 1 гол. Первоначальной игре Пенише, самому молодому из легионеров «Арсенала», мешал лимит легионеров, по которому в клубе первого дивизиона на поле могли выходить только 5 иностранцев, но, начиная со второго круга, бразилец смог завоевать место в основном составе команды.
В 1999 году Пенише перешёл в московский «Спартак», увидевший бразильца в матче с клубом «Сокол». В основном составе «красно-белых» Пенише провёл 2 игры, большую же часть сезона он выступал за дублирующий состав команды, за который выступал в 27 матчах, забив 5 голов. После этого Пенише вернулся в Бразилию.
Некоторое время Пенише играл за «Сантос». В 2004 году он перешёл в клуб «Сан-Гонсало», но провёл за команду лишь 2 матча в кубке Бразилии. После чего завершил карьеру и зарабатывал на жизнь, работая на фазенде Леонидаса, вместе с которым они в 1998 году выступали за тульский «Арсенал».
В 2006 году Пенише возобновил карьеру, подписав контракт с клубом второй лиги чемпионата штата Сан-Паулу «Бандейранте», за который провёл 2 сезона, забив 1 гол.

## Личная жизнь
Пенише женат, супругу зовут Эвертон. Пара сочеталась законным браком в 1999 году, в 2000 году у Пенише родилась дочь.